# Геноцид чеченцев
Геноци́д чече́нцев — обиходное обозначение массовых потерь, понесённых чеченским народом на разных этапах российско-чеченского конфликта второй половины XVIII—начала XXI веков. Термин не всегда имеет юридическое наполнение, однако в 1991 году Верховный Совет РСФСР признал, что депортированные в годы советской власти народы подверглись геноциду, в 2004-м соответствующую декларацию в отношении депортации чеченцев принял Европейский парламент, а в 2022 году Верховная Рада Украины признала геноцидом действия российских войск в Чечне во время двух войн на рубеже XX—XXI веков.

## XIX век
В 1817 году главнокомандующий русской армией на Кавказе генерал Алексей Ермолов, испытывавший особую неприязнь к чеченцам, принимает решение перенести Кавказскую укреплённую линию, служившую южной границей Российской империи, с берегов Терека на земли чеченцев у реки Сунжи. Это стало поводом для начала Кавказской войны 1817—1864 годов.
Занятие Сунжи сопровождалось частичным выдавливанием чеченцев в горы — «на пищу св. Антония», по выражению Ермолова. Последний надеялся, что, захватив нивы и пастбища чеченцев и создав у них голод, те «от стеснения» лучше него «друг друга истреблять станут» или, во всяком случае, покорятся ему.
В домах, по стогнам площадей,

В изгибах улиц отдалённых

Следы печальные смертей

И груды тел окровавлённых.

Неумолимая рука

Не знает строгого разбора:

Она разит без приговора

С невинной девой старика

И беззащитного младенца;

Ей ненавистна кровь чеченца,

Христовой веры палача, —

И блещет лезвие меча!
«Проконсул Кавказа», как любил называть себя Ермолов, обвинял так называемых «мирных» надтеречных чеченцев в содействии и соучастии в нападениях на линию. «Лучше от Терека до Сунжи оставлю пустынные степи, — заявлял он, — нежели в тылу укреплений наших потерплю разбои». В подкрепление своих слов в 1819—1820 годах он сравнял с землёй селения Дади-Юрт, Исти-Су, Алаяр, Ноим-Берды, Кош-Гельды и Топли. В тот же период были проведены карательные экспедиции против аулов Большой Чечен, Шали, Герменчук, Автуры, Гельдиген, Майртуп. Аналогичные операции с разорением и истреблением аулов, изъятием заложников, уничтожением хлебов и посевов, вырубками лесов, переселениями жителей на плоскость под надзор царских сил, строительством новых укреплений на завоёванных землях осуществлялись и в последующие годы, в течение всей Кавказской войны.
По словам историка Евгения Анисимова, Ермолов является «основателем политики геноцида горцев Кавказа» и «инициатором создания „мёртвых зон“, в которых сплошному уничтожению подвергалось всё живое»:

Он показал себя как жестокий, неумолимый колонизатор. <…> Если его приказы о переселении горцев на равнины (там было легче их контролировать) не исполнялись, то он приказывал уничтожать аулы, сжигать дома и посевы, вырубать сады и леса. Так создавались «мёртвые зоны», в которых уже никто не жил, а горцы изгонялись выше, в горы, где они, лишённые всего, умирали от голода, болезней и холода.
Политика Ермолова привела к эскалации насилия на Кавказе. Видный советский историк 1920-х годов Михаил Покровский отмечает, что «даже желанием „полного подчинения“ трудно объяснить такие меры, как <…> сознательное отнятие у чеченцев тех земель, которые были совершенно необходимы для их хозяйства: если и допустить, что горцы могли отказаться от своей свободы и своего права, то привычка есть слишком неискоренима в человеке». Существует мнение, будто Ермолов умышленно спровоцировал истребительную войну против чеченцев, не видя иного пути для долговечного закрепления в регионе: он считал чеченцев «опаснейшим» народом, который подаёт плохой пример остальным северокавказцам. По его словам, занятие Сунжи позволяло решить две задачи: оградить себя от «хищничеств» «час от часу наглеющих» чеченцев и наделить их землями «стеснённых» казаков и лояльных к империи ногайцев. В случае, если чеченцы согласятся признать себя подданными России, следовать новым «правилам для жизни», предложенным Ермоловым, отправлять повинности и надлежащим образом повиноваться, то им определялось «по числу их нужное количество земли», а остальное распределялось между казаками и ногайцами. В случае отказа, добавлял Ермолов, «предложу им удалиться и присоединиться к прочим разбойникам [к так называемым „немирным“ чеченцам], от которых различествуют они одним только именем, и в сём случае все земли останутся в распоряжении нашем». В штабе Ермолова бытовал стереотип, согласно которому «непросвещённые» «азиаты» понимают только силу, поэтому любое смягчение колониального режима там рассматривали как контрпродуктивное. Так, в 1818 году за вооружённое сопротивление, оказанное жителями русскому отряду во время фуражировки, была полностью уничтожена и разграблена одна из богатейших чеченских деревень — аул Сунджи-Юрт. После этого бо́льшая часть «мирных» аулов левого берега Сунжи бежала в горы.
При преемниках Ермолова военные действия продолжились. Так, например, с 18 по 28 декабря 1830 года генерал Алексей Вельяминов предпринял с большими силами экспедицию для «наказания и истребления непокорных чеченских деревень»:

Вельяминов <…> прошёл Малую Чечню вдоль и поперёк, обрушивался внезапно на чеченские аулы, предавая всё огню и мечу, уничтожая и угоняя скот, сжигая запасы сена и хлеба, захватывая в плен стариков и старух, преследуя в лесах уходящие чеченские семейства. Так были в несколько дней превращены в пепел аулы Малой Чечни.
В январе 1831 года Вельяминов перешёл Аргун, в Большую Чечню, и применил те же методы против аулов Майртуп, Герменчук, Автуры, Шали, Гельдиген: «сжигались чеченские жилища, истреблялись хлебные запасы, роскошные сады и плантации, уничтожался скот, разбегались в леса семейства».
Участник Кавказской войны, мемуарист Владимир Полторацкий вспоминал, как ночью 5 марта 1847 года русские «солдатики набожно перекрестились и в торжественном молчании зашагали вперёд» к аулу наиба Дубы, по прибытии куда, на рассвете следующего дня,

страшною волною ворвались в аул, беспардонно на всём пути обливая всё теплою чеченскою кровью… Ружейных выстрелов послышалось два, три, не больше, — видно, что в ходу был русский штык, без промаха и милосердия разивший виновных и невинных. Стоны умирающих, застигнутых врасплох, доносились со всех сторон и раздирали душу. Резня людей всех полов и возрастов совершалась в широком, ужасающем размере…
Как рассказывает Полторацкий, «из всех жителей обширного аула» скрыться, скорее всего, удалось одному Дубе. Ещё три старика и шесть женщин были взяты в плен, благодаря заступничеству ординарца командира Куринского егерского полка, барона Петра Меллер-Закомельского, организовавшего поход на аул. «Большинство, застигнутое врасплох полунагими, стар и млад, женщины, дети и грудные младенцы, утонули в своей крови от остро наточенных штыков, никого не помиловавших, не пощадивших», — добавляет Полторацкий.
Чечня окончательно пала в июле 1859 года. К тому времени она неоднократно становилась театром опустошительных экспедиций имперских войск, так что временами её жителям действительно приходилось питаться травой, как и предвидел когда-то Ермолов.
В 1864 году после завершения Кавказской войны царская администрация воспринимала Чечню как наиболее уязвимую, беспокойную и взрывоопасную точку Северного Кавказа: «Тут всё сложилось против нас: и характер народа, и общественный быт его, и местность». Чтобы снизить конфликтогенный потенциал края, наместник императора на Кавказе Михаил Николаевич инспирировал в 1865 году добровольное переселение в Османскую империю 22 491 чеченца, что составляло почти 20 % от общего количества чеченцев того времени (считая вместе с ингушами и аккинцами). Русскому двору пришлось приложить большие усилия, чтобы турецкие партнёры, в соответствии со взятыми на себя обязательствами, отогнали переселенцев вглубь Турции и не позволяли им селиться вблизи российских границ, где для них имелись готовые жилища. В последующие шесть лет, обнаружив, что отведённые для их поселения местности внутри Анатолии малопригодны для сельского хозяйства, 3098 изнурённых и оборванных чеченцев незаконно пересекли российскую границу. Некоторым из этих нелегалов из жалости разрешили обосноваться в Терской области, остальных выдворили в Турцию. За шесть лет, с 1865-го по 1871 год, численность переселившихся в Османскую империю чеченцев снизилась вдвое из-за лишений, болезней и неблагоприятных климатических условий.

## XX век
В опустошённой несчастной Чечне

Сейчас неуютно и боязно мне.

В раздумье сижу я на этой скале:

«Что натворили мы в Итум-Кале?!!»
23 февраля 1944 года началась операция «Чечевица» — поголовное переселение чеченцев и ингушей в Среднюю Азию, ставшее самой крупной и самой жестокой этнической депортацией в истории СССР. Причинами депортации советская власть назвала измену Родине в виде перехода многих чеченцев и ингушей на сторону напавшей на СССР гитлеровской Германии, их вооружённые выступления на протяжении ряда лет против советского строя, а также совершаемые ими в течение продолжительного времени бандитские налёты на колхозы соседних областей, сопряжённые с грабежами и убийствами советских граждан. В действительности массового сотрудничества с немцами в Чечено-Ингушетии не было, так как здесь «не с кем было сотрудничать»: гитлеровцы смогли ненадолго овладеть только городом Малгобек, в то время населённом в основном русскими.
В Чечне убеждены, что 27 февраля 1944 года в конюшне высокогорного селения Хайбах сотрудники НКВД заживо сожгли несколько сот человек всех половозрастных категорий из-за трудностей, связанных с их транспортировкой. Некоторые историки сомневаются в достоверности данного эпизода. «Исторической фальшивкой» охарактеризовало его в 2014 году и Министерство культуры РФ. Негодование вызывает эта история и у многих пользователей рунета, воспринимающих её как провокацию.
Из 496 460 (под другим данным, 520 055) чеченцев и ингушей, депортированных в 1944 году, к январю 1949 года на учёте числилось 364 220 человек. При этом до 48 % чечено-ингушского спецконтингента составляли дети младше 16 лет.
Выжившие жертвы депортации вспоминают, что их везли в холодных и нередко переполненных «телячьих» вагонах без туалетов. Умершие в пути следования выбрасывались или наспех закапывались в снег. По прибытии на место чеченцы и ингуши столкнулись с отсутствием базовых условий жизнеобеспечения. Официально полагавшаяся им помощь мало до кого доходила и была недостаточна. Ссыльные питались травами, отбросами, яйцами и птенцами диких птиц и прочей живностью, собирали опавшие колосья и зёрна, прибегали к воровству, просили милостыню. Представители власти, а в первое время и местное население, среди которого якобы был пущен слух о том, что к ним везут «людоедов», подозрительно относилось к спецпереселенцам. Последних обзывали «предателями», «бандитами», «врагами народа», «изменниками Родины», «зверьми». В обществе о них формировалось мнение, как о «головорезах», «немецко-фашистских пособниках» и т. п.
Весной 1944 года 46 чеченских семей подали следующее обращение на имя председателя райисполкома Кировского района Фрунзенской области Киргизской ССР:

От чеченского народа. Прошу вас не оставлять нашей просьбы, так как нас 23 февраля 1944 г. выселили сюда в Киргизию, наш народ погибает, до сегодняшнего дня более 30 чел. голодает, остальные лежат без сил, у нас в каждом хозяйстве осталось от 3 до 5 коров и по сорок-пятьдесят овец, много хлеба, мы с собой ничего не взяли, если государство не окажет помощи, то мы уже пропащий народ, или нам дайте помощь, или отвезите назад, если не сделаете помощи, прошу всех вместе с семьями нас расстрелять.
10 октября 1953 года спецпереселенец Сулейманов Мовла, уроженец села Шали, проживающий в городе Кзыл-Орда Казахской ССР, написал заявление в Москву, ходатайствуя снять с себя ограничения и прося разъяснить ему, за какие преступления и на основании какого закона он наказан. Не дождавшись ответа, 10 декабря 1953 года Сулейманов повторно обратился в Генеральную прокуратуру СССР, которая переслала его жалобу прокуратуре Грозненской области. Как докладывал в своём ответе от 16 января 1954 года заместитель Грозненского областного прокурора, проведённая проверка показала, что Сулейманов, его мать и две сестры «принадлежали к чеченской национальности и по этой причине были подвергнуты выселению с территории быв. ЧИАССР». С учётом этого, добавлял зампрокурора, он полагает жалобу Сулейманова «не подлежащей удовлетворению».
В связи с тем, что единственным критерием для депортации служила этническая принадлежность спецпереселенцев, что смертность среди них была очень высокой, а в дороге и в местах депортации не были созданы должные условия для их транспортировки, приёма и обустройства, что культура и национальная идентичность депортируемых обрекались на исчезновение, что их ссылка была вечной, статус спецпереселенцев — наследственным, а «самовольный выезд (побег)» из мест «обязательного и постоянного поселения» карался до 20 лет каторжных работ, некоторые исследователи считают, что «фактически (а то и строго юридически)» «Чечевица» является геноцидом. 26 февраля 2004 года это признал Европейский парламент.
С этим не согласны, в частности, специалист по принудительным миграциям в СССР Павел Полян, председатель правозащитного центра «Мемориал» Александр Черкасов и французский советолог Николя Верт. Они полагают, что геноцидом можно квалифицировать только те действия, которые преследуют цель полного физического уничтожения какого-либо этноса, а это не входило в планы советского руководства. Оно стремилось не к тому, чтобы убить каждого члена репрессированной этнической общности, а к тому, утверждает Верт, чтобы лишить эту общность её специфических национальных, культурных и исторических черт, — одним словом, провести «этно-историческую эксцизию». Полян и Черкасов рассматривают сталинские депортации как превентивные или карательные операции, направленные против политически неблагонадёжных контингентов населения: «У тех же чеченцев между 1917-м и 1941 годом по весне обязательно возникало какое-нибудь восстание, не было мирных лет, кроме двух-трёх во второй половине 30-х годов: вырвать этот опасный этнический сорняк!»
Историки Николай Бугай и Аскарби Гонов, солидаризуясь со своим коллегой из Адыгеи Адамом Хунаговым, находят спорным и «легковесным» включение понятия «геноцид» в Закон РСФСР «О реабилитации репрессированных народов» от 26 апреля 1991 года, поскольку это понятие подразумевает «комплекс более жёстких мер», чем депортация. По мнению Бугая и Гонова, правительство СССР, прибегая к «весьма жестоким мерам» в виде «Чечевицы», в целом верно расставляло «акценты, базировавшиеся на праве наведения должного порядка в тылу». Однако народ целиком не мог быть виновным, подчёркивают они, а потому «вряд ли» стоило подвергать депортации женщин, стариков и детей, среди которых лучше было бы «проводить работу, вырабатывать новые формы и методы взаимоотношений».
Публицисты Игорь Пыхалов, Сергей Кара-Мурза, Арсен Мартиросян считают, что депортация явилась сравнительно гуманным и спасительным наказанием для чеченцев, так как если следовать букве закона, предусматривавшего за дезертирство, предательство и бандитизм смертную казнь или длительное заключение, то «практически всё взрослое население» республики надлежало бы «поставить к стенке» или «отправить в лагеря». Авторы убеждены, что «Чечевица» не является геноцидом, так как «сознательного уничтожения чеченцев и ингушей не было», а высокая смертность среди них объясняется поразившим СССР голодом, в условиях которого «государство должно было в первую очередь заботиться о лояльных гражданах, а чеченцы и прочие поселенцы во многом оказались предоставлены сами себе».
Как указывает ряд экспертов, в частности историк Дмитрий Фурман, депортация не «изобретение» большевиков: «Это — очень старая российская колониальная идея, но реализовать её смогла лишь тоталитарная сталинская власть». Так, в 1806 году некий коллежский асессор Лофицкий во всеподданнейшем прошении императору Александру I постулировал необходимость воздать «заслуженное наказание» горцам Кавказа за многолетние нарушения присяг, «дабы и потомства их имели в преданиях последствия измены престолу». Особые меры он советовал принять против чеченцев и ингушей:

Чеченцев же и ингушевцев весьма бы полезно было вывесть вовсе из ущельев настоящего их жительства на другие пустопорожние российские земли, ибо народы сии, по закоренелости в разбойничестве, ничем уняты быть не могут, как или истреблением вовсе наций тех, или выводом на другие земли. <…> Земли же, лежащие между кавказскими горами и рр. Малкою и Тереком, населять природными россиянами, поелику те земли наивыгоднейшие для земледелия, скотоводства и других заведений, при хорошем климате, и коими без пользы для человечества доселе владеют оные хищные народы.

## Конец XX—начало XXI веков
В 1990-е и 2000-е годы на территории Чечни, провозгласившей себя в 1991 году независимым государством, но не получившей российского и международного признания, прошли две военные кампании, официально именуемые в Российской Федерации восстановлением конституционного порядка (1994—1996) и контртеррористической операцией (1999—2009).
И дело тут ни в каком не в Дудаеве, не в независимой Ичкерии

(е…. они Ичкерию с её независимостью) —

дело в далекоидущих планах по уничтожению людей, <…>

дело в убийстве чеченцев,

только потому что они — чеченские чеченцы,

и всех остальных, потому что они — соседи

чеченских чеченцев, проживающих на территории Чечни.
Уже о первой из этих кампаний некоторые комментаторы отзывались как о геноциде.
По словам корреспондентки агентства «Франс-Пресс» Изабель Астигарраги, мало-помалу в ходе войны стало очевидным, что «русские <…> решили просто-напросто бомбить мирное население», либо с целью лишить поддержки президента Чечни Джохара Дудаева, либо с целью наказать население за эту поддержку, либо, «как утверждают чеченцы, чтобы уничтожить их народ или, по меньшей мере, терроризировать его». При этом в бомбимых жилых кварталах чеченской столицы гибли и мирные русские.
Осенью 1995 года правозащитник Игорь Каляпин назвал происходящее в Чечне «одной из самых жутких войн двадцатого столетия», в ходе которой удары сознательно и целенаправленно наносились в первую очередь по гражданским объектам и местам скопления людей:

Про так называемые же фильтрационные пункты сказано уже достаточно много — я не буду повторять, что творится там. Такого не увидишь ни в одном кино. <…>
Повторюсь, тут сложно говорить о правах человека, надо говорить о геноциде, о воинских преступлениях, требовать суда над теми, кто это конкретно устроил. <…>

А если подвести краткий итог — можно взять Всеобщую декларацию прав человека, ратифицированную Россией, зачитать статьи, и не останется ни одной, которая не была бы нарушена.
Весной 1996 года сотрудник международной гуманитарной организации «Врачи без границ» Франсуа Жан расценивал действия российских войск как «тотальную войну, направленную не только против комбатантов, но против всего населения, будь то молодые, старые, мужчины, женщины или дети», войну, «в которой не считаются ни с мирными людьми, ни с больницами и в которой открыто нарушаются все международные нормы и обязательства при всеобщем равнодушии» мирового сообщества.
Вторая кампания в Чечне, начавшаяся в 1999 году, была ещё более ожесточённее, чем предшествующая. По словам правозащитников, российские войска в массовом и систематическом порядке совершили в Чечне следующие преступления: разрушение городов и сёл, не оправданное военной необходимостью; обстрелы и бомбардировки незащищённых населённых пунктов; суммарные внесудебные казни и убийства гражданских лиц; пытки, жестокое обращение и посягательство на человеческое достоинство; серьёзные телесные повреждения, умышленно причинённые лицам, не принимающим непосредственного участия в военных действиях; преднамеренные удары по мирному населению, гражданским и медицинским транспортным средствам; незаконные задержания гражданского населения; насильственные исчезновения; разграбление и уничтожение гражданского имущества и общественной собственности; вымогательство; захват заложников с целью получения выкупа; торговля трупами. Отмечались также изнасилования, которым наряду с женщинами подвергались и мужчины. Журналист Андрей Бабицкий считал, что сообщения об изнасиловании нескольких десятков мужчин в ходе зачистки села Серноводское летом 2001 года не оставляют сомнений в том, что «квалификация действий федеральной группировки в Чечне как геноцида имеет все основания, ибо геноцид — это не только физическое истребление этноса, это ещё и сознательное разрушение нравственно-психологических основ его общежития». Кроме того, как и во времена Кавказской войны XIX века, фиксировались случаи демонстративного загаживания российскими военными жилых и общественных помещений чеченцев.
О том, что в Чечне совершается геноцид против чеченского народа, в разные годы упоминали правозащитницы Елена Боннэр и Ванда ван Зидлер, Общество защиты уязвимых народов из немецкого Гёттингена, адвокаты Патрик Бодуэн и Ольга Цейтлина, ряд журналистов, публицистов и артистов, российские эмигранты в Великобритании Владимир Буковский, Борис Березовский и Александр Литвиненко, представители общественных организаций Чеченский комитет национального спасения и датский Комитет поддержки Чечни, отдельные западные депутаты, американский политолог Збигнев Бжезинский, бывший председатель армянского парламента Бабкен Араркцян, бывший представитель Украины в Совете ООН по правам человека Владимир Василенко, чеченские сепаратисты и обыватели. Пикеты или петиции под лозунгом «прекратить геноцид чеченцев» проходили в разное время в Тбилиси, в Берлине, в Таллине, в Чехии, в Греции, в самой Чечне. Часть обозревателей характеризовала ситуацию в республике как близкую к геноциду или чреватую им в перспективе. 18 октября 2022 года Верховная Рада Украины приняла постановление с осуждением геноцида чеченского народа, совершённого Российской Федерацией во время двух войн в республике, и поставила его в один ряд с действиями царских властей в 1817—1864 годах и советского руководства в 1944 году. Данное решение должно содействовать «восстановлению исторической справедливости», считают украинские парламентарии.
Согласно некоторым авторам, насилие против населения Чечни осуществлялось при попустительстве, а то и фактическом подстрекательстве российских властей. Со своей стороны, политическое и военное руководство России настаивало на том, что силовики действуют избирательно и соразмерно, нанося точечные удары исключительно по военным целям, или вообще отрицало факты ударов. В первую войну оно отвергало причастность России к бомбардировкам, заявляя, что чеченцы в провокационных целях сами взрывают свои дома, или утверждая, что самолёты не российские, а прилетели извне. Отдельные правонарушения российские власти объясняли «законами военного времени» и принципиальной невозможностью соблюдения прав человека на должном уровне в условиях боевых действий. После резонансных зачисток селений Серноводское и Ассиновская летом 2001 года командование Объединённой группировки войск на Северном Кавказе впервые в истории конфликта заявило о том, что имели место «широкомасштабные преступления»: при проверке паспортного режима в этих сёлах военные «совершили беспредел, прошли, как Мамай, и сделали вид, что ничего не знают».

## Стигматизацияидискриминация
Некоторые источники XIX века описывали чеченцев как буйный, вероломный, «жалкий» народ, чьи понятия «не превышают скотов», не имеющий «никаких нравов, ничего, чтоб могло отличить его от дикого зверя», «грязн[ый] душою и телом, чужд[ый] благородства, незнаком[ый] с великодушием», отличающийся от всех кавказских этносов «особенным стремлением к разбоям и хищничеству, алчностью к грабежу и убийствам, коварством, воинственным духом, смелостию, решительностью, свирепством, бесстрашием и необузданною наглостию», а также «злобою». Ермолов считал, что чеченцы «даже не постигают самого удобопонятного права — права сильного» и что «сего народа, конечно, нет под солнцем ни гнуснее, ни коварнее, ни преступнее». В 1895 году путешественница Анна Россикова писала, что бурная история и самобытные черты чеченцев издавна посеяли недоверие к ним со стороны русских: «Для большинства русских людей чеченец не больше, не меньше, как разбойник, а Чечня — притон разбойничьих шаек».
По словам Дмитрия Фурмана, чеченцы и для советской власти продолжали оставаться «неблагонадёжным» и «подозрительным» народом. «Это естественно, — полагает историк, — после того, как ты причинил кому-то много зла, доверять ему ты уже не можешь». В самой Чечено-Ингушетии, как утверждали доцент ЧИГПИ Джамал Межидов и профессор ЧГУ Ибрагим Алироев, негласно поощрялось всё, что могло воспрепятствовать «нормальному существованию и развитию чеченского и ингушского народов», которые на своей родной земле «оказывались на положении иностранных граждан из враждебного государства».
Согласно некоторым аналитикам, две войны в Чечне конца XX—начала XXI веков сопровождались античеченской великодержавной пропагандой, в результате чего чеченцы стали в 1990—2000-е годы наиболее демонизированной этнической группой в СМИ и общественном сознании страны: им приписывалась врождённая склонность к бандитизму, терроризму, паразитизический образ жизни, неспособность интегрироваться в цивилизованное общество и т. д. В 2003 году политолог Эмиль Паин, цитируя приводившееся выше замечание Россиковой от 1895 года, указывал, что оно «выглядит как цитата из современного социологического обзора». Отрицательное или пренебрежительное отношение к чеченцам наблюдалось как в обывательской среде, так и у интеллигенции. «Понимание того факта, что чеченцы — это не другое название террористов, бандитов и вообще плохих людей, а обычный народ со своими особенностями, <…> утрачено практически полностью. Чеченцы воспринимаются и подаются <…> как нечто странное и непонятное, не вполне люди и, возможно, даже вовсе не люди», — резюмировал в 2007 году информационно-аналитический центр «Сова».
На фоне вооружённого конфликта в Чечне, особенно после террористических актов чеченских боевиков за пределами республики, происходила дискриминация чеченцев, проживавших в других регионах России. Многие из них жаловались, что им приходится ходить с зашитыми карманами, чтобы стражи правопорядка не подбросили им наркотики или оружие для последующего ареста и уголовного преследования. «Сначала мы были бандиты, потом стали террористами, а теперь становимся швеями», — цитировала одного чеченца из Москвы в 1999 году Amnesty International. При этом внимание правоохранителей уделялось и другим выходцам с Кавказа. Так, в феврале 1995 года вице-спикер верхней палаты парламента РФ Рамазан Абдулатипов обращал внимание своих коллег на то, что его, как «лицо кавказской национальности», навестила милиция, чтобы проверить его благонадёжность. Это обстоятельство, по мнению политолога Владимира Прибыловского, ярко иллюстрирует «шовинистическую истерию» в российском обществе в период военных действий в Чечне.
На то, что «каждый чеченец виновен до тех пор, пока не докажет свою невиновность» и что быть чеченцем — это «почти всегда отягчающее обстоятельство» в российских судах, сетовали в 2000-е годы правозащитница Светлана Ганнушкина и адвокат Мурад Мусаев. «Для многих чеченцев отбывать в России наказание, связанное с лишением свободы, часто равносильно смертной казни», — говорилось в 2019 году в статье журналиста Эммануэля Гриншпана, опубликованной швейцарским отделением Amnesty International. Общее количество чеченцев, отбывающих наказание в российских тюрьмах за участие в вооружённом мятеже сепаратистов, оценивается правозащитниками в 20-25 тысяч человек. Утверждается, что они подвергаются наибольшей дискриминации на почве расовой и религиозной нетерпимости со стороны сотрудников исправительных учреждений, среди которых имеется якобы большое число ветеранов боевых действий в Чечне, проникнутых ксенофобией и крайне негативным отношением к своим вчерашним врагам. Аналогичным образом работники пенитенциарной системы относятся также к ингушам и другим осуждённым из Северного Кавказа. В 2005 году президент Чечни Алу Алханов объявил, что намеревается просить правоохранительные органы России подвергнуть ревизии уголовные дела против чеченцев, осуждённых за хранение оружия или наркотиков, ссылаясь на вероятность того, что эти дела были сфабрикованы «оборотнями в погонах». Однако федеральная власть не поддержала инициативу Алханова. О систематических фальсификациях в уголовных делах, возбуждённых против чеченцев в 1999—2003 годах, заявляли в 2008 году неправительственные организации России.
По некоторым данным, в наибольшей степени этническая ненависть к чеченцам проявилась среди военнослужащих, участвовавших в боевых действиях в республике, что якобы и мотивировало отчасти их противоправное поведение. Так, военный обозреватель Вячеслав Измайлов утверждал, что генерал Владимир Шаманов «называет чеченцев зверьками, обезьянами, гориллами и соответственно настраивает своих солдат». По словам журналиста Владимира Воронова, окружение Шаманова любило повторять: «Победить здесь можно только одним способом — закатать в асфальт всю Чечню вместе с „чехами“». «Народом-паразитом» назвал чеченцев в марте 2000 года генерал Сергей Макаров. Российские военные часто говорили: «Хороший чеченец — мёртвый чеченец». Журналистка Анна Политковская утверждала, что на её вопросы военным о том, почему они убили того или иного человека, те отвечали: «Потому что чеченец». «Это и есть геноцид», — заключала журналистка.
Следует подчеркнуть, что чеченофобия на стыке XX—XXI веков объяснялась не только разгоревшейся с регионом войной и памятью о «двухсотлетнем» сопротивлении его жителей имперскому центру, но и разгулом чеченского криминала. Так, если в первой половине 1996 года на чеченцев приходилось 0,16 % преступлений, совершённых в Москве, то в сентябре 1999-го, по данным газеты «Аргументы и факты», почти каждый второй официально зарегистрированный в столице чеченец (около 3000 человек) состоял в рядах организованной преступности, не говоря уже об участии их соплеменников в преступной деятельности в остальной части страны. Тем не менее, зампредседателя Общественного совета при Министерстве культуры Чеченской республики, поэт Шарип Цуруев уверял в 2014 году, что «люди Чечни в абсолютном большинстве своём жили мирной жизнью»: «Это к нам пришла война, это нас начали бомбить, грабить, убивать, насиловать». Изабель Астигаррага, касаясь проблемы чеченского преступного бизнеса, принёсшего республике дурную славу, отмечала также и то, что эта проблема была раздута и инструментализирована в СМИ: «В газетах и на телевидении русская мафия — это бандиты, а чеченская мафия — это чеченцы». На привычку российских журналистов уточнять национальность преступника, только если он не является русским или славянином, указывал также центр «Сова». По мнению же аналитика Андрея Илларионова, высказанному в 2021 году, упоминание этничности в криминальной хронике практикуется только в отношении чеченского народа.

## Юридические последствия
«Чечевица» и другие этнические депортации первой половины XX века были осуждены Кремлём в постсталинский период и официально признаны частью «политики клеветы и геноцида» в отношении репрессированных народов СССР, но ни в СССР, ни в РФ никто не был предан суду за их планирование и осуществление.
Случаи привлечения к уголовной ответственности российских военных, предположительно совершивших тяжкие преступления против мирного населения Чечни в 1990-е — 2000-е годы, носят единичный характер. К ним относятся, в частности, дела Буданова, Лапина, Ульмана, Аракчеева и Худякова.
В 2007 году журналисты Наталья Козлова и Сергей Птичкин из правительственной «Российской газеты», осуждая уголовное преследование группы спецназа ГРУ, обвинявшейся в убийстве шести мирных чеченцев в январе 2002 года (см. дело Ульмана), утверждали, что «вся армия тогда действовала на территории Чечни вне рамок правового поля, о чём прокурорские работники почему-то предпочитают не вспоминать».
По мнению некоторых экспертов, Россия на протяжении первого двадцатилетия XXI века ведёт поиски и уголовное преследование выживших участников чеченской стороны конфликта, обвиняемых в убийствах, терроризме и других особо тяжких преступлениях, — причём, по сведениям правозащитников, зачастую это делается юридически небрежно, с выбиванием признаний под пытками, — в то время как абсолютное большинство представителей Российского государства, потенциально ответственных за военные преступления на территории Чечни, пользуются безнаказанностью и занимают в ряде случаев высокие должности.

## Политические последствия
Согласно авторам монографии «Международный трибунал для Чечни» (2009), провозглашение независимости в 1991 году воспринималось чеченским обществом как естественный итог двухвековой борьбы и как гарантия от повторений трагедий, подобных «Чечевице». О том, что историческая травма, связанная с депортацией 1944 года, сыграла ключевую роль в курсе на независимость, говорили также историк Майрбек Вачагаев и журналист Михаил Шевелёв.
Правозащитник Виктор Попков писал в 1996 году, что лидерами чеченского «сопротивления» движет желание обеспечить для своего народа гарантии «мирного, безопасного навеки и достойного себя существования» и понимание того, что этого можно достигнуть только через «становление и укрепление собственной государственности». Изабель Астигарраге неоднократно приходилось слышать от чеченцев разговоры о том, что «каждые 50 лет русские нас истребляют, нужно, чтобы это было в последний раз», иначе Россия «в любое время под любым предлогом» сможет возобновить «истребление» чеченцев, поэтому и необходима независимость, «чтобы в случае, если русские снова нападут на нас, мир признал это агрессией, а не внутренним делом России».
В годы, следующие за победой федеральных войск и восстановлением российского контроля над республикой в 2000 году, ряд комментаторов высказывал опасения по поводу возможного рецидива чеченского сепаратизма в будущем.
В 2006 году, отвечая на вопрос иностранного журналиста о том, почему у Чечни нет права «решать свою судьбу», президент России Владимир Путин ответил, что такое право было предоставлено Чечне во время конституционного референдума 23 марта 2003 года, посредством которого подавляющее большинство населения республики проголосовало за нахождение Чечни в составе Российской Федерации.

### Комментарии
1. ↑  Христианский аскет Антоний Фивский (III—IV вв.) жил в пустыне, питаясь травами и кореньями[25][26].
2. ↑  Ещё в 1783 году один из предшественников Ермолова, Павел Потёмкин, констатируя «наглые противности», возобновляемые чеченцами «невзирая даже на своих аманатов» (заложников, удерживаемых царскими завоевателями в качестве гарантов покорности горцев), пришёл к следующему выводу: «Унять их от сих поступков не остаётся иных средств, как только или истребить их совершенно, жертвуя немалую часть своих войск, либо отнять у них все плоские места, толико нужные им для скотоводства и хлебопашества». Однако из-за недостатка сил ни один из этих сценариев не был на тот момент реализуем[29].
3. ↑  Как и другие европейские державы, видевшие в выступлениях против своего владычества в Африке и Азии бандитизм, хроническую склонность к анархии и неприятие прогресса и цивилизации[33] и объяснявшие расширение своих колониальных владений необходимостью защитить себя от «разбойников и подонков»[34], Российская империя не признавала справедливый характер борьбы горцев и называла их сопротивление и партизанские рейды «грабежом», «хищничеством», «дикостью» и «своевольством», а самих горских ополченцев — «хищническими партиями», «сборищами», «скопищами» и т. п. Между тем набеги часто были ответом на отгон казаками или солдатами скота у чеченцев и носили таким образом обоюдный характер[35][36][37].
4. ↑  Аналогичного мнения придерживается дагестанский историк Хаджимурад Доного[42] и представители чеченских властей 2000-х годов[43][44]. С подобными оценками не согласны многие другие российские авторы. «Представлять чеченцев невинными агнцами, которых русский генерал обрёк на заклание в силу изначально присущей ему жестокости, — значит передёргивать факты», — заявлял, например, в 1999 году заместитель главного редактора «Военно-исторического журнала», полковник Александр Пронин[45].
5. ↑  Чечня разделялась на Большую (возвышенную, к востоку от реки Гойты) и Малую (низменную, к западу от Гойты), а её горная юго-восточная часть называлась Ичкерией[55][56].
6. ↑  Неделей ранее Дуба стремительным ударом вывел из строя до 80 солдат из посланной против него колонны царских войск. Уничтожение аула было отместкой за смерть этих солдат и удостоилось «самой искренней благодарности, самых лестных похвал» от главнокомандующего армией, наместника царя Михаила Воронцова, который распорядился представить участников «дела» к наградам. Часть нижних чинов получила знаки отличия в лазарете, куда они попали из-за ран, полученных на обратном пути в укрепление от рук чеченцев окрестных сёл, которые подняли тревогу, узнав «о появлении в их пределах незваных гостей — русских»[61].
7. ↑  При этом на протяжении ещё нескольких лет местами вспыхивали восстания и волнения[64].
8. ↑  В 1942—1944 годах Н. М. Буланов участвовал в борьбе с вооружённым подпольем на Северном Кавказе[67]. 8 марта 1944 года «за образцовое выполнение специальных заданий правительства» (в частности, по депортации чеченцев и ингушей) удостоен орденом Отечественной войны 1-й степени[68]. Указ о награждении Буланова и других работников органов внутренних дел и госбезопасности, отличившихся в депортациях на Кавказе, был отменён 4 апреля 1962 года Президиумом Верховного Совета СССР[69].
9. ↑  Под давлением превосходящих имперских сил ряду горских обществ приходилось присягать российской короне. Зачастую это делалось для спасения населения[131], во избежание разорительных карательных экспедиций[132], и носило конъюнктурный, временный характер[133][134]. Чеченцы при этом не считали себя вассалами[135] и подданными российского государства, воспринимая свой статус как одну из форм союзнических отношений[136]. Позднее, вступив в свою должность на Кавказе, Ермолов примется развеять это «заблуждение» плоскостных чеченцев и разъяснить им, что они не союзники, а подданные российского государя[137].
10. ↑  С другой стороны, ещё до войны, с начала 1990-х годов, чеченцы стали массированно вытеснять русских из республики, сопровождая это актами насилия[148]. Это вызывало встречные гонения против чеченцев в приграничном Ставропольском крае[149][150][151]. Термин «геноцид» неоднократно использовался в Российской Федерации, в том числе официальными лицами, применительно к судьбе русскоязычного населения Чечни.